# Barrio Allende
Barrio Allende är en ort i Mexiko.   Den ligger i kommunen Pluma Hidalgo och delstaten Oaxaca, i den sydöstra delen av landet, 500 km sydost om huvudstaden Mexico City. Barrio Allende ligger 1 291 meter över havet och antalet invånare är 172.
Terrängen runt Barrio Allende är kuperad söderut, men norrut är den bergig. Barrio Allende ligger uppe på en höjd. Runt Barrio Allende är det ganska tätbefolkat, med 75 invånare per kvadratkilometer. Närmaste större samhälle är Santa María Huatulco, 14,7 km sydost om Barrio Allende. I omgivningarna runt Barrio Allende växer huvudsakligen savannskog.